# Eudo von Aquitanien

Herzogtum Aquitanien zur Zeit Eudos

Eudo von Aquitanien (auch Odo; französisch: Eudes) († 735) wurde in zeitgenössischen Quellen als dux (Herzog) oder princeps (Fürst) von Aquitanien bezeichnet.

## Biografie
Seine Herkunft ist nicht gesichert; als möglicher Vater wird Boggis angegeben. Eudo hatte zwei Söhne, Hunoald und Ato (Hatto), dazu möglicherweise eine Tochter mit Namen Lampegia.
Nominell war Eudo vom Frankenkönig abhängig. Seine Herrschaft dürfte etwa um 700 als Nachfolger von Lupus begonnen haben. Chilperich II. und sein Hausmeier Raganfrid wandten sich nach ihrer Niederlage gegen Karl Martell bei Vincy am 21. März 717 an Eudo und baten ihn um ein Bündnis; dafür boten sie ihm die Anerkennung als rex, also die rechtliche Unabhängigkeit vom Frankenreich. Karl konnte allerdings nicht geschlagen werden. Nach einer verlorenen Schlacht 718/19 Soissons lieferte Eudo Chilperich an Karl aus. Eudo schloss daraufhin einen Freundschaftsvertrag mit Karl und erhielt das erbliche Recht am Herzogtum. 
Die über die Pyrenäen vorstoßenden Mauren besiegte Eudo im Jahr 721 in der Schlacht von Toulouse. Der Liber Pontificalis, die Geschichte der Bischöfe von Rom, erwähnt diesen Erfolg und erklärt ihn mit den Geschenken – Stücke von geweihten Schwämmen – die man dem Herzog und seinen „Franken“ geschickt habe. Diese Nachricht zeigt, dass der Herzog von Aquitanien, wie auch der von Bayern, bereits eigene Beziehungen zur Kurie unterhielt. Der Sicherung vor weiteren arabischen Angriffen soll ein Bündnis mit dem von den Arabern abgefallenen Berber-Fürsten Uthman ibn Naissa („Munuza“) Munnuz gedient haben, der die Tochter Eudos heiratete. Dieser historisch nicht belegte Fürst soll 731 von Abd ar-Rahman, dem Statthalter von Al-Andalus besiegt worden sein. Anschließend marschierte ar-Rahman mit seinen maurischen Truppen Richtung Tours und fügte Eudo 732 bei Poitiers eine schwere Niederlage zu. Am Ende gewannen aber die Truppen unter Karl Martell und Eudo die Schlacht an der Römerstraße von Tours nach Poitiers bei Châtellerault an der Vienne, wodurch der Vormarsch der Muslime in Westeuropa gestoppt wurde.